# Kalle Anka spelar golf
Kalle Anka spelar golf (originaltitel: Donald's Golf Game) är en animerad kortfilm och ingår som den sjätte filmen i Walt Disney Productions Kalle Anka-serie.

## Handling
Kalle Anka tar med sig Knatte, Fnatte och Tjatte ut för att spela golf. Det som ser ut att vara en lugn golfrunda slutar istället i katastrof när han låter pojkarna ta hand om hans golfklubbor.

## Om filmen
Filmen hade svensk premiär den 3 februari 1939 på biograferna Röda Lyktan och Sibyllan i Stockholm och visades båda gångerna som förfilm till långfilmen Smugglarfällan (engelska: Border G-Man) med Laraine Day.
Filmen har givits ut på VHS och DVD och finns dubbad till svenska.

## Rollista
- Clarence Nash – Kalle Anka, Knatte, Fnatte, Tjatte[6]